# Ловец на мозъци (сериал)
Ловец на мисли (на английски: Mindhunter) е американски телевизионен сериал от 2017 година на платформата Netflix. Сериалът е базиран на книгата „Ловец на мисли“ на Джон Е. Дъглас и Марк Олшейкър. Сериалът е продуциран от Дейвид Финчър и Шарлиз Терон.

## Сюжет
Сериалът е ситуиран през 1977 година в САЩ, където двама агенти на ФБР - Холдън Форд (Джонатан Гроф) и Бил Тенч (Холт Маккалани) решават да проведат поредица от интервюта на серийни убийци с цел да разберат техните мотиви и начина им на мислене и да спомогнат за разрешаването на сегашни и бъдещи случаи. Двамата получават подкрепа от психоложката Уенди Кар (Ана Торв).

## В ролите
- Джонатан Гроф като Холдън Форд,[4] специален агент на ФБР в звеното за поведенчески науки
- Холт Маккалани като Бил Тенч,[5] специален агент на ФБР в звеното за поведенчески науки
- Хана Грос като Дебора Митфорд, приятелка на Холдън и студентка във Вирджински университет[6]
- Ана Торв като Уенди Кар, професор по психология в Бостънски университет
- Котър Смит като Шепърд, директор в тренировъчната академия на ФБР